# توتسی، استونی
توتسی (به لاتین: Tootsi) یک شهرک در استونی است که در شهرستان پارنو واقع شده‌است. توتسی ۱٫۷۶ کیلومتر مربع مساحت و ۹۵۱ نفر جمعیت دارد.